# Théorème de Ménélaüs
En mathématiques, et plus précisément en géométrie, le théorème de Ménélaüs, dû à Ménélaüs d'Alexandrie, précise les relations existant entre des longueurs découpées dans un triangle par une sécante. Il en existe une version plane et une version pour le triangle sphérique.

## Triangle plan

### Énoncé
Soit un triangle ABC, et trois points D, E et F des droites (BC), (AC) et (AB) respectivement, différents des sommets du triangle. Les points D, E et F sont alignés si et seulement si :
Une telle droite est appelée une ménélienne — ou une transversale — du triangle ABC.
Remarque : on utilise la mesure algébrique des segments (qui dépend de l'orientation choisie pour la droite support). Par contre, le rapport des mesures algébriques de deux segments portés par une même droite est indépendant de l'orientation que l'on choisit pour cette droite.

### Démonstration

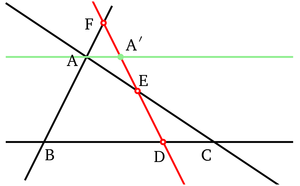

Soit A' le point appartenant à la droite (FD) tel que (AA') soit parallèle à (BD).
D'après le théorème de Thalès appliqué aux paires de triangles FBD/FAA' et EDC/EA'A, on a respectivement les égalités de rapports de mesures algébriques :
{\displaystyle {\frac {\overline {DB}}{\overline {A'A}}}={\frac {\overline {FB}}{\overline {FA}}}\quad {\text{et}}\quad {\frac {\overline {A'A}}{\overline {DC}}}={\frac {\overline {EA}}{\overline {EC}}}.}
On en déduit que
{\displaystyle {\frac {\overline {DB}}{\overline {DC}}}={\frac {\overline {DB}}{\overline {A'A}}}\times {\frac {\overline {A'A}}{\overline {DC}}}={\frac {\overline {FB}}{\overline {FA}}}\times {\frac {\overline {EA}}{\overline {EC}}},}
ce qui équivaut à
{\displaystyle {\frac {\overline {DB}}{\overline {DC}}}\times {\frac {\overline {EC}}{\overline {EA}}}\times {\frac {\overline {FA}}{\overline {FB}}}=1.}
Réciproquement, soient D, E, F trois points appartenant respectivement aux côtés (BC), (AC) et (AB) d'un triangle et tels que
{\displaystyle {\frac {\overline {DB}}{\overline {DC}}}\times {\frac {\overline {EC}}{\overline {EA}}}\times {\frac {\overline {FA}}{\overline {FB}}}=1.}
Supposons d'abord que (EF) et (BC) soient parallèles. En appliquant le théorème de Thalès dans le triangle ABC, on aurait
{\displaystyle {\frac {\overline {EA}}{\overline {EC}}}={\frac {\overline {FA}}{\overline {FB}}}}
Compte tenu de l'hypothèse, cela implique que {\displaystyle {\overline {DB}}/{\overline {DC}}=1} soit {\displaystyle {\overline {DB}}={\overline {DC}}}, donc on aurait B = C ce qui est impossible. On en déduit que (EF) et (BC) sont sécantes et on appelle X leur point d'intersection.
Comme démontré plus haut, on a
{\displaystyle {\frac {\overline {XB}}{\overline {XC}}}\times {\frac {\overline {EC}}{\overline {EA}}}\times {\frac {\overline {FA}}{\overline {FB}}}=1}
et d'après l'hypothèse, on a donc {\displaystyle {\overline {DB}}/{\overline {DC}}={\overline {XB}}/{\overline {XC}}} ce qui implique X = D. Les points D, E et F sont donc alignés.

## Dans un espace affine de dimension quelconque
Le théorème précédent se généralise aux espaces affines de dimension n quelconque.

### Énoncé
Soit E un espace affine de dimension n, et (A0,...,An) une base affine de E. On pose An+1 = A0. Pour {\displaystyle i\in \lbrace 0..n\rbrace }, soit {\displaystyle M_{i}\in (A_{i}A_{i+1})\setminus \lbrace A_{i},A_{i+1}\rbrace }.
Les points (M0,...,Mn) sont contenus dans un même hyperplan affine de E si et seulement si {\displaystyle \prod \limits _{i\in \lbrace 0..n\rbrace }{\frac {\overline {M_{i}A_{i+1}}}{\overline {M_{i}A_{i}}}}=1}.

## Triangle sphérique

Figure de la sécante, illustration de la version du théorème dans un triangle sphérique.

Le théorème plan est démontré par Ménélaüs pour mettre en place la version sphérique du théorème qui s'exprime de nos jours sous la forme suivante :

Soit (ABC) un triangle sphérique. Si un grand cercle coupe les grands cercles (AB), (BC) et (CA) respectivement en D, E et F alors 
 {\displaystyle {\dfrac {\sin(DA)}{\sin(DB)}}\times {\dfrac {\sin(EB)}{\sin(EC)}}\times {\dfrac {\sin(FC)}{\sin(FA)}}=1.}

Cette formule, appelée aussi formule de la figure sécante, ou théorème de Ménélaüs sur le quadrilatère sphérique complet, est à la base des résultats de géométrie sphérique dans l'Almageste de Ptolémée et a été longtemps la principale formule de l'astronomie arabe avant que ne soit démontrée la règle des sinus.
Principe de la démonstration : Par une projection de centre O (centre de la sphère) sur le plan ABC, les points D, E, F se projettent en D', E', et F' alignés et situés respectivement sur les droites (AB), (BC) et (CA). Ménélaüs démontre l'égalité des rapports sin(DA)/sin(DB) et D'A/D'B, etc. Puis il utilise son théorème plan dans le triangle (ABC) coupé par la droite (D'E'F').